# 여키스 천문대
여키스 천문대(Yerkes Observatory)는 미국의 천문대이다. 1892년 시카고의 사업가 여키스가 많은 기부금을 내놓아 설립하였으며, 미국의 시카고 대학교가 운영한다.
천문대는 위스콘신주 제네바 호의 윌리엄스베이에 위치해 있으며 세 개의 주 망원경이 있다. 그 가운데 두 개는 반사망원경으로 지름이 각각 102cm와 61cm인 반사경이 있다. 또 하나는 굴절망원경으로 렌즈의 지름이 102 cm이며 길이가 19m나 된다. 별까지의 거리를 정확히 재는 것으로 유명하며 성간 물질, 별의 스펙트럼 연구, 분광학, 이론천체물리학으로도 잘 알려져 있다.